# Fort Meedengroden

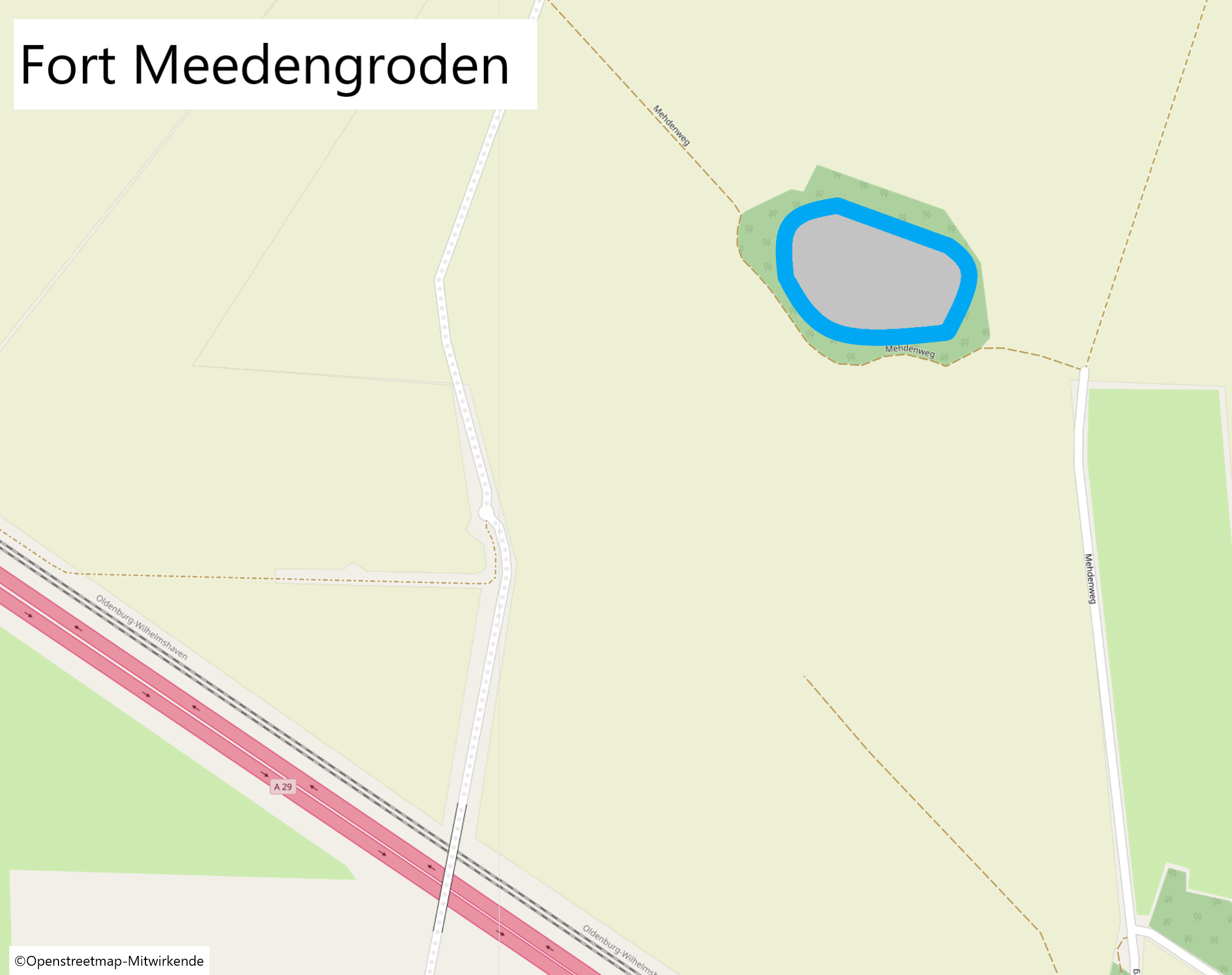
Umfang des Fort Meedengroden

Das Fort Meedengroden war eine Befestigungsanlage zum Schutz des Kriegshafens Wilhelmshaven.

## Lage und Aufbau

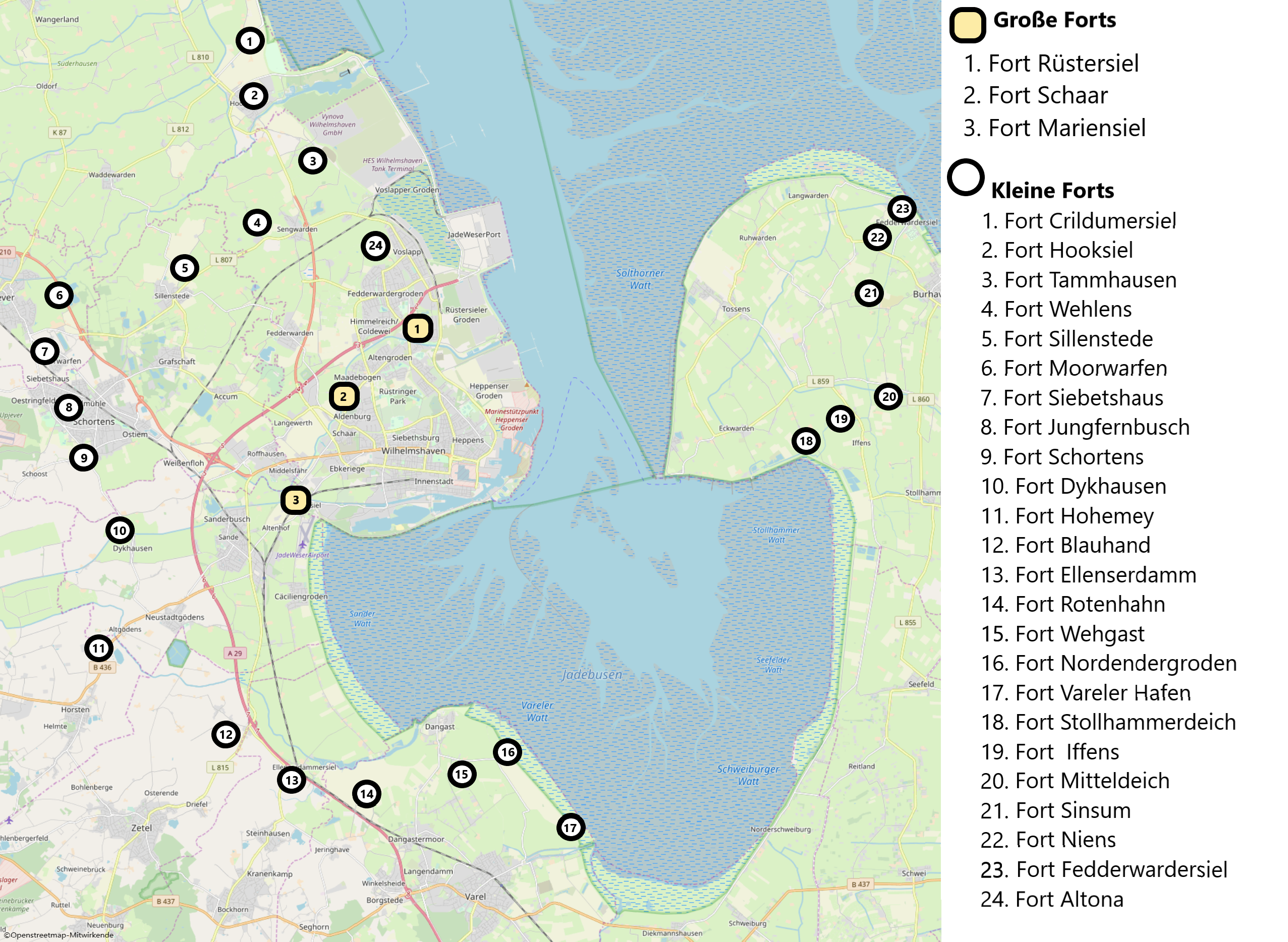
Position der Forts zum Schutz Wilhelmshavens

Das Fort wurde als geschlossene Lünette errichtet. Die Anlage war für zwei Züge Infanterie (~80 Mann) ausgelegt. Das Fort befindet sich nördlich von Rotenhahn. Es hat eine Länge von 200 Metern und eine Breite von 140 Metern. Der Wassergraben ist zum großen Teil noch vorhanden.

## Geschichte
Die Kaiserliche Marine hatte bereits 1915 Personal in Meedengroden. Es ist daher anzunehmen, dass das Fort bereits davor bestand. Das Fort hatte ein Infanteriewerk als zweistöckigen Bunker und einen Munitionsbunker. Die Bunker des Forts wurden nach dem Krieg gesprengt. Dennoch sind noch bauliche Überreste vorhanden.